# Cultura de Nakhtxivan
La cultura de Nakhtxivan, també coneguda com a cultura de Kizilveng o cultura de la ceràmica pintada, es va formar durant l'edat del bronze mitjà en el mil·lenni III ae i II ae. El principal centre de la ceràmica pintada fou Nakhtxivan i la vall d'Arpaçay, a Anatòlia, la conca del llac Urmia i el sud del Caucas. A Azerbaidjan, aquesta cultura es va estudiar a partir de materials arqueològics de Kültepe I, Kultepe II, Shahtakhti, Gizilburun, Nahjir, Shortepe, Garachuk, Gazanchi II qala i altres monuments. La cultura de la ceràmica pintada la van estudiar arqueòlegs àzeris com ara O. Habibullayev, V. Bakhshaliyev, V. Aliyev i A. Akbarov. Segons V. Bakhshaliyev, la formació dels plats d'aquesta cultura de Nakhtxivan estava relacionada amb la formació de ciutats estat.

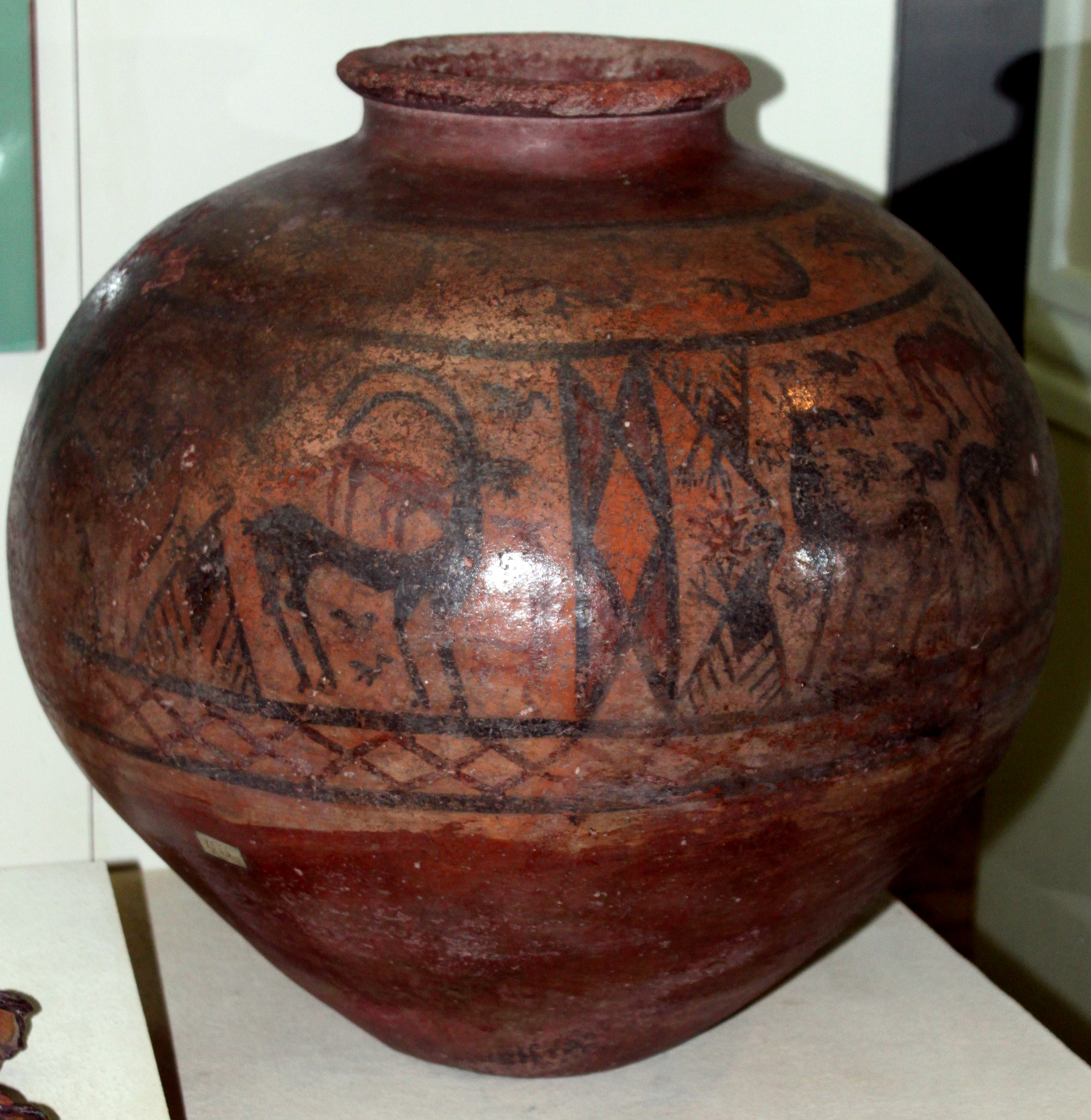
Vas pintat, Sahtaxti

Algunes recerques d'aquest segle i de l'anterior suggereixen que la cultura de la ceràmica pintada de Nakhtxivan deriva de la cultura Kura-Araxes.

## Història
Al 1895 es van descobrir a l'Azerbaidjan mostres de la cultura de la ceràmica pintada al territori de la República Autònoma de Nakhtxivan. Com a resultat de les obres al voltant del cementeri de Kizilveng, situat a 18 km de Nakhtxivan i a 3 km al sud de Tazakand, a la riba esquerra de l'Araxes, es van descobrir a les tombes de pedra objectes històrics, com ara plats pintats. N. Fyodorov hi va realitzar excavacions per encàrrec de la Comissió Arqueològica de la República Autònoma de Nakhtxivan, i hi trobà enterraments amb ceràmica pintada que daten de finals del segon mil·lenni ae. Durant el període soviètic es feu un estudi relativament extens d'aquesta cultura a l'Azerbaidjan. El 1926, el cementeri Kızılvenk fou investigat per l'Associació de Ciències Transcaucàsiques sota la direcció d'A. Miller en la República Autònoma de Nakhtxivan. El 1934, aparegueren plats pintats prop de l'assentament de Shortepe, a Sharur. Les excavacions continuaren en la dècada de 1960, s'estudiaren les ceràmiques pintades de Kültepe II, i les conques dels rius Guruchay i Kondelenchay. Es van trobar restes de plats pintats a Karakopektepe.

## Característiques
Els arqueòlegs van dividir aquesta cultura en quatre períodes:
- Segles XX-XVII ae: simples mostres de ceràmica parcialment polides, monocromes (principalment en negre i gris), prolixament decorades amb formes geomètriques senzilles o amb patrons humans, d'animals i d'aus; es troben a Shortepe, Kültepe I, Kültepe II, Uzerliktepe. Gerros, bols i copes.
- Segles XVII-XV ae: vasos pintats policroms decorats amb formes geomètriques complexes, finament decorats amb motius humans, animals i d'aus, ceràmica amb forma de pitxer i bol. Gizilveng (parella de ballarins il·lustrada en la ceràmica).
- Segles XIV-XI ae: peces monocromes i policromes pintades, relativament incorrectament decorades amb patrons humans, animals i d'aus, i figures geomètriques. Gerros, bols el·lipsoïdals, gerros, plats, ceràmica amb forma de tetera.
- Segles X-VII ae: patrons geomètrics més rígids i simplistes vernissats només de color roig.

## Restes de materials

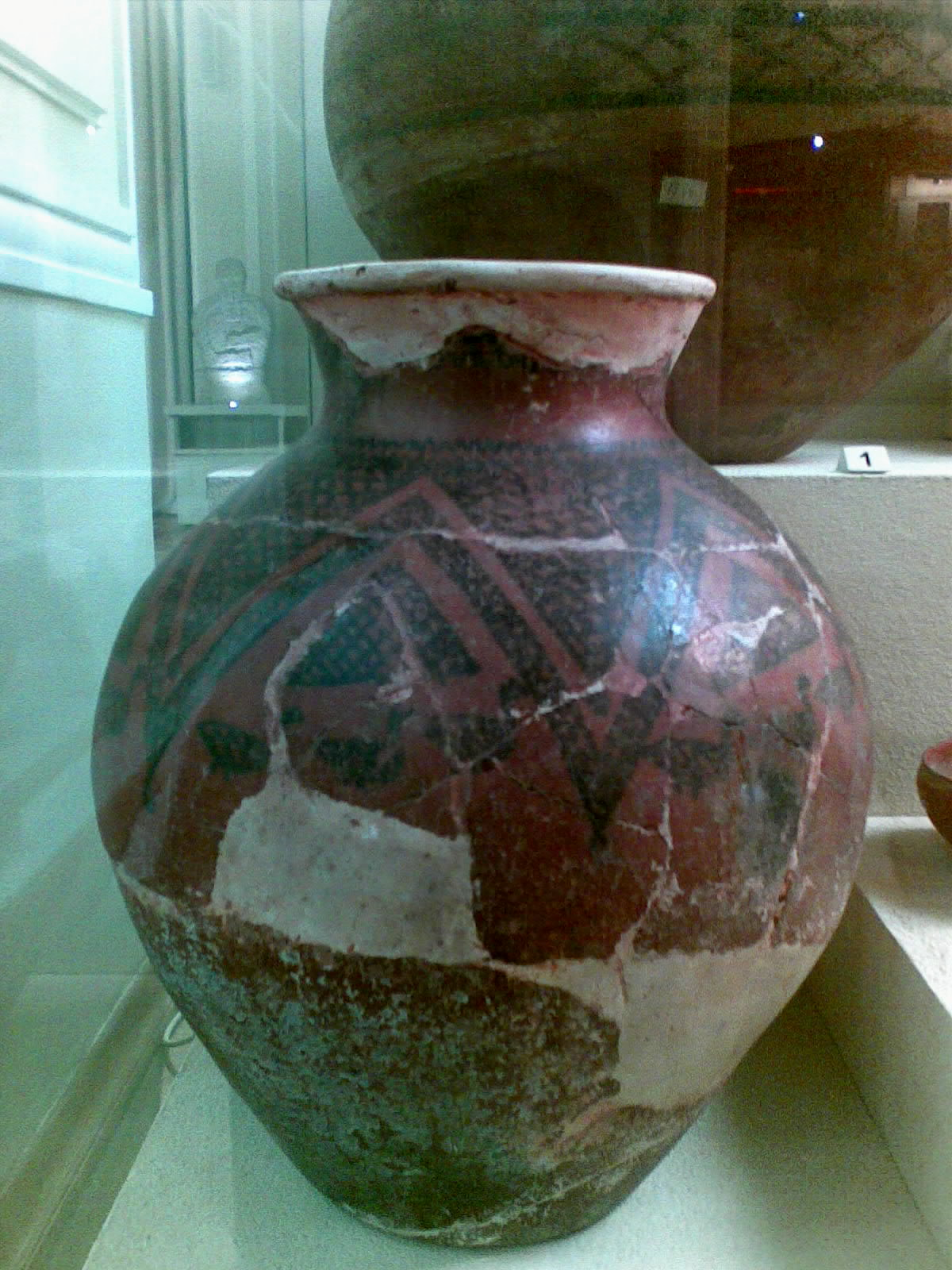
Recipient pintat de Kültepe II

Es van trobar olles de la cultura Kura-Araxes en la ceràmica de la República Autònoma de Nakhtxivan. En general, s'han trobat atuells d'argila vermella a l'Azerbaidjan des del període eneolític. Tret d'un grup d'atuells pintats, la resta no se'n diferencia dels altres atuells del grup eneolític pel seu contingut d'argila o la tecnologia de preparació. El 1936, els atuells pintats pertanyents a l'edat del bronze mitjà es van obtenir de la segona capa de l'assentament de Shortepe.
Es van descobrir patrons de ceràmica pintats monocroms a la necròpoli de Dize. Els atuells pintats monocroms que daten dels mil·lennis III-II ae es trobaren sobretot a la necròpoli Yayjı de Nakhtxivan. El 1951, l'expedició arqueològica organitzada per l'Institut d'Història de l'Acadèmia de Ciències de l'URSS sota la direcció d'O. Habibullayev feu recerques a Kültepe I i hi va trobar plats pintats.
A Kültepe II es descobriren vasos d'argila de tipus monocrom i policrom. Els atuells de color reoig trobats en les capes superiors de Kültepe II eren idèntics als materials de les àrees residencials de Makhta I i II. Les restes de ceràmica pintada d'Uzerliktapa (Ağdam) es dividiren en dos grups. El primer és de color roig clar, s'assembla als plats pintats del tipus Kizilveng i conté figures geomètriques i zoomòrfiques, mentre que el segon grup és polit. A més de les decoracions estampades en negre i gris, a l'àrea de Karaköpektepe hi havia també plats monocroms. El 2008, l'estudi de la filial de Nakhtxivan de l'ANAS i la Universitat Georgiana dels Estats Units sota la direcció de V. Bakhshaliyev identificà que les olles pintades trobades a l'assentament d'Oghlanqala pertanyien a l'edat del ferro.

## Relacions amb altres cultures
La trobada de patrons semblants de recipients pintats de Nakhtxivan que aparegueren a la conca dels llacs Van i Urmia, al nord-est d'Anatòlia, i a les planes de Mil-Mugan al voltant de Goyche, indica que aquestes zones compartien una cultura comuna. Hi havia molts trets iguals entre la ceràmica policroma de Kültepe II i les restes de ceràmica dels monuments d'Urmia d'Haftavan tepe i Geoy Tepe. Les ceràmiques pintades trobades a Kültepe I s'assemblaven als materials de la cultura d'Halaf. Els investigadors assumiren que la població estava vinculada al sud, amb Mesopotàmia.
El bol pintat del Calcolític mitjà trobat a Shortepe també recordava la cultura d'Halaf i Obeid per la seua influència. Els dibuixos descrits en la ceràmica pintada de Nakhtxivan simbolitzaven la tradició de culte (tribus Lullubi). El dibuix de l'estel de 8 puntes en un atuell aparegut a la necròpoli de Nehecir era semblant a la descripció de l'estel del Monument a la Victòria del governant de Lullubi Anubanini. Hi havia moltes semblances entre el vestit de la dea representada en el Relleu de la roca Anubanini i el vestit de la dona del vas pintat de Kizilburun.